# Эд III (герцог Бургундии)
Эд (Одо) III  (фр. Eudes III de Bourgogne, 1166 — 6 июля 1218, Лион) — герцог Бургундии с 1192 года, сын герцога Гуго (Юга) III и Алисы Лотарингской.
В 1181 году получил поручение от своего отца, находившегося в состоянии войны с французским королём Филиппом Августом отстоять Шатильон, но не смог его выполнить.
Принимал участие в Крестовом походе против альбигойцев. В 1214 году сражался в битве при Бувине. Умер в Лионе во время приготовления к Пятому Крестовому походу.

## Брак и дети
1-я жена: с 1194 года Тереза Португальская (1157—1218), дочь короля Португалии Афонсу I Великого и Матильды Савойской, вдова Филиппа Эльзасского, графа Фландрии (развод в 1195 году).
2-я жена: с 1199 года Алиса де Вержи (1176 — 3 мая 1252). Дети:
- Жанна (1200—1223); муж: Рауль II де Лузиньян (ум. 1250), граф д’Э[1].
- Гуго (Юг) IV (1213—1272), герцог Бургундии с 1218[1].
- Беатрис (1216—?); муж: Гумберт III де Туар (ум. 1279), сеньор де Туар и де Виллар-ан-Брезе[1].